# SC Cham
O SC Cham 1910 é um clube de futebol com sede em Cham, Suíça. A equipe compete na Swiss Promotion League.

## História
O clube foi fundado em 1910. 